# 奴隷権力
奴隷権力（どれいけんりょく、英: Slave Power"aristocracy"（貴族政治）からの造語で"Slaveocracy"と呼ばれることもある）は、アメリカ合衆国の1840年から1865年頃に、南部の奴隷所有者階級が全国的に政治力を及ぼしていたことを表す言葉である。その問題は、一握りの富裕層が出身州の政治権力を掌握し、正統的ではないやり方で中央政府に影響力を及ぼし、奴隷制度の保護と拡大を狙っていたことである。
奴隷権力という言葉で表される大きな問題は、奴隷を所有する者による寡頭政治に対する嫌悪感である。そのような嫌悪感は奴隷制度廃止運動家ではない者、および奴隷の扱いに関する心配よりも、白人に対する脅威と考えられるもので心を動かされた者達にも分かち持たれた。他の多くの問題では意見を異にする者達（黒人を憎んでいようと好んでいようと、奴隷制度を罪として、あるいは深南部でのその保護を保証するものとして非難するような人々）も「奴隷権力」攻撃に纏まることがあった。1840年代後半に現れた「自由土地」推進派は、金持ちの奴隷所有者がアメリカ合衆国の新しい領土に移動し、その資金で良い土地全てを買い上げ、その土地で自分達の奴隷を働かせるとすれば、自由人の農夫にはほとんど新しい可能性が残されなくなる、と強調していた。1854年までに自由土地党は新結成された共和党に大半が吸収された。
奴隷権力という言葉は、ジョーン・ゴーラム・パルフレー、ジョサイア・クインジー3世、ホレス・ブッシュネル、ジェイムズ・シェパード・パイク、ホレス・グリーリーなど奴隷制度廃止運動家の著作によって広められた。この件を強調した政治家としては、ジョン・クインシー・アダムズ、ヘンリー・ウィルソン、ウィリアム・ピット・フェッセンデン等がいた。エイブラハム・リンカーンは1854年以降にその概念について言及していたが、言葉そのものは使わなかった。これらの人々は感情的な論議と、確かな統計的データの組み合わせを用いて、南部が長い間その人口構成比よりも大きな権力を国内で維持してきたことを示した。北部の多くの者は「奴隷権力が実際に存在しているか？」という疑問に発して、その上で行動した。歴史家のアラン・ネビンスは「ほとんどあらゆる集団は...着実に感情を理性に置き換えた。...恐れが憎しみを生み、憎しみが恐れを増した。」と強調していた。
しかし、「奴隷権力」の存在は、当時の南部人からは否定されており、1920年代から1930年代の多くの歴史家はそれを嘘だと言っていた。彼等は南部が1850年以前に内部から分裂していたと強調した。奴隷権力が存在していたという考え方は1970年以降、新奴隷制度廃止運動家の歴史家の手で再度持ち出され、北部の反奴隷制度信念体系においては強力な要素だったことに疑念は無い。共和党の全ての派閥にとっては標準的な言辞だった。

## 背景

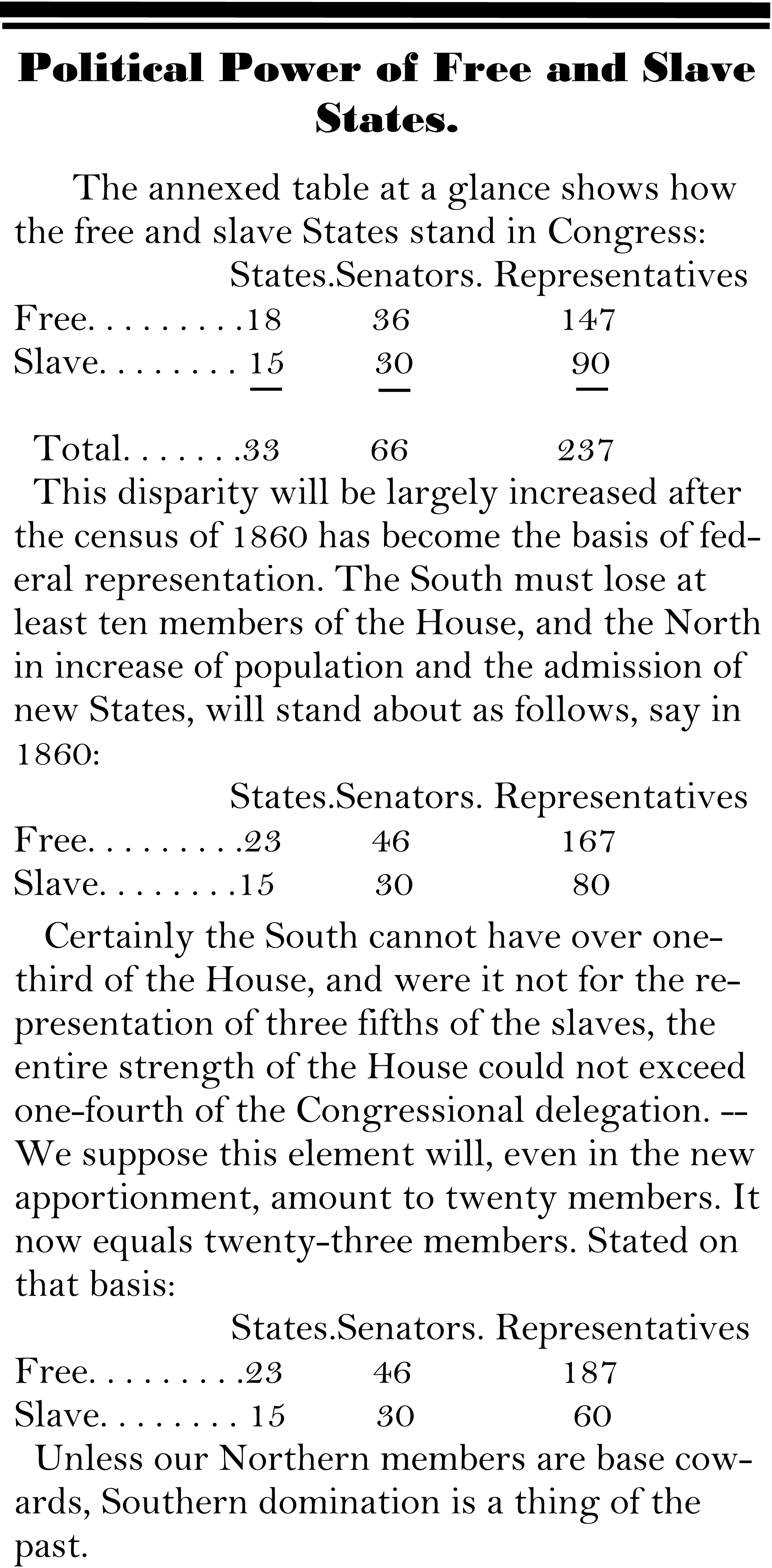
マサチューセッツ州の「ウースター・レパブリカン」、1859年2月2日（復刻版）

多くの北部政治家に拠れば、奴隷制度によって課された問題は、（奴隷制度廃止運動家が強調していた主題である）奴隷の虐待というよりも、特に北部自由州で概念として捉えられているアメリカ合衆国の共和主義、より平明にはアメリカ人の自由の標準に対する対する政治的脅威ということだった。1848年、自由土地党が最初にこの警告を挙げ、奴隷州としてテキサス州を併合することは恐ろしい間違いであると論じていた。自由土地党の論議は、共和党が1854年に結成されたときに引き継がれた。
共和党は、奴隷制度が自由労働に比べて経済的に非効率であり、アメリカ合衆国の長期的な近代化にとって障害となるとも論じた。さらに、ソリッドサウスに深く根ざした奴隷権力が、ホワイトハウス（大統領）、連邦議会、および最高裁判所の支配権を体系的に掴んでいるとも言っていた。オハイオ州選出アメリカ合衆国上院議員かつ州知事を務めたサーモン・チェイスが、奴隷権力をはっきり名指す敵対者であり、マサチューセッツ州選出アメリカ合衆国上院議員のチャールズ・サムナーも同様だった。南部人は民主主義も共和制も堅持していると答え、彼等の「特別な制度」（奴隷制度）を壊すことは、奴隷を2級の市民にするための違法な努力だと反論した。1850年までに南部では連邦からの脱退が囁かれ始めた。

## 南部が持っていた権力

奴隷州（赤）と自由州（青）の変遷、1789年-1861年

南部の権力は様々な要素の結合から生まれていた。アメリカ合衆国憲法に規定される「5分の3条項」（アメリカ合衆国下院議員の定数、さらには大統領選挙の選挙人数を決めるときに100人の奴隷を60人として加算する取り決め）で、南部には国政レベルに送る代議員数が積み増された。1つの州から2人を送り出すことに決められているアメリカ合衆国上院議員の場合は、勢力が同数であることが重要な問題であり、新しく奴隷州の加盟を認める場合は、新しい自由州の加盟と抱き合わせにされた。政党の路線を超えて地域的な一体性が、投票を行う際の基本とされた。民主党の場合、大統領候補に指名されるときは全国大会で3分の2以上の多数の支持を得る必要があった。北部の「顔役」にとっても、重要な問題では南部と協調することが基本だった。例えば、1787年憲法制定会議での「5分の3条項」に関する議論、1820年のミズーリ妥協、下院での言論統制（1836年-1844年）、および米墨戦争（1846年-1848年）の後でウィルモット条項とアメリカ合衆国南西部への奴隷制度拡張に関わる幅広い課題などがあった。しかし北部は南部より人口が速く増加し、それに連れてアメリカ合衆国下院議員の定数も増加したので、悪い前兆が現れた。妥協を知らない共和党員が年々増加したことで、南部にとっては連邦からの脱退という選択肢が現実に近くなっていった。しかし脱退は自殺行為であり、南部の指導者の中にはそれに気付いている者もいた。さらにジョン・クインシー・アダムズはずっと前にそれを予言していた。サウスカロライナ州のジェイムズ・ヘンリー・ハモンドは脱退について、「侮辱された日本人は切腹する」と聞いたことを思い起こさせると論じた。1860年に脱退が現実のものとなったとき、ハモンドはそれに従った。歴史家のレナード・リチャーズは「奴隷権力を最終的に破壊したのはハモンドのような人間である。彼等が指導して南部を連邦から脱退させたお陰で、72年間にわたった奴隷所有者による支配は終わりを告げた。」と結論づけた。

## 活動家
歴史家のフレデリック・ブルーは、反奴隷制度の活動で支援的な動きをしたが、中心的な役割は果たさなかった者達の動機と行動を研究した（2006年）。彼等は地方組織を編成すること、集会を開催すること、新聞を編集すること、および奴隷制度に関わる問題の議論を活性化させ、扇動するような退屈な仕事を担当した。彼等は1830年代後半から、政治活動を通じて奴隷制度と戦った小さくはあっても重要な民の声だった。活動家達は大きな障害や強力な反対に直面して、奴隷解放と人種平等が政治的な手続きを通じてのみ達成されると主張した。代表的な活動家として、ニューヨーク州出身の自由党オーガナイザーであるアルバン・スチュアート、マサチューセッツ州の詩人、ジャーナリストおよび自由活動家のジョン・グリーンリーフ、オハイオ州のアフリカ系アメリカ人教育者であるチャールズ・ヘンリー・ラングストン、イリノイ州選出のアメリカ合衆国下院議員でその兄弟が奴隷制度擁護派の暴徒に殺されたオーウェン・ラブジョイ、ウィスコンシン州のジャーナリストで自由党オーガナイザーであるシャーマン・ブース、ペンシルベニア州とミネソタ州でのジャーナリストであるジェーン・グレイ・スイスヘルム、インディアナ州選出のアメリカ合衆国下院議員であるジョージ・W・ジュリアン、ペンシルベニア州選出のアメリカ合衆国下院議員で、その提案したウィルモット条項ではアメリカ合衆国南西部での奴隷拡張を止めようとしたデイビッド・ウィルモット、オハイオ州選出のアメリカ合衆国上院議員のベンジャミン・ウェイドと同下院議員のエドワード・ウェイド兄弟、ミズーリ州とカリフォルニア州のジェシー・ベントン・フレモント等がいた。フレモントの夫は1856年大統領選挙で共和党指名候補になったジョン・C・フレモントだった。

## 民主党から自由土地党へ動いた者の影響
1848年にマーティン・ヴァン・ビューレンの「自由土地党」に結集した民主党員については、歴史家のジョナサン・アールによって研究が行われている（2003年）。その人種に関する見解は幅広いものであるが、ジャクソン流民主主義から続く平等主義政策と中央集権に対する敵意に基づき、奴隷制度とその拡張に対する新しく活発な議論を始めさせることができた。その反奴隷制度の立場と、自由な土地を貧しい開拓者に与えるという土地改革計画を結びつけ、それは後の1862年のホームステッド法で実現されることになる。自由土地党の民主党員は、奴隷制度の無い土地に加えて、ニューヨーク州、ニューハンプシャー州、マサチューセッツ州、およびオハイオ州で大きな政治的変動を起こした。ウィルモット、マーカス・モートン、ジョン・パーカー・ヘイルおよびマーティン・ヴァン・ビューレン元大統領までも含む民主党政治家が反奴隷制度運動指導者に変わった。自由土地党の多くの者は1854年以降新生共和党に入党し、個人資産や政治的平等性に関するジャクソンの考えを持ち込んだ。このことで反奴隷制度運動を単なるもがき苦しむ運動から、1860年には権力を得て大々的な政治運動に変遷させた。

## 分かれたる家
1858年6月、エイブラハム・リンカーンはその有名になった演説「分かれたる家」で、スティーブン・ダグラス上院議員、ジェームズ・ブキャナン大統領、その前任者フランクリン・ピアース、および最高裁判所長官ロジャー・トーニーを名指しで挙げ、奴隷制度を全国的なものに変える陰謀に関わっているとし、それは1857年のドレッド・スコット事件に対する最高裁判所判決で明らかであると告発した。
他の共和党員はカンザス準州における暴力沙汰、チャールズ・サムナー上院議員に対する暴行事件、奴隷制度廃止運動側新聞社への攻撃およびキューバ獲得の試み（オステンド・マニフェスト）は全て、奴隷権力が暴力的で、攻撃的で、拡大を進めている証拠だと指摘した。
共和党が固執した唯一の解決策は新しい自由労働者政策を進めることであり、新しい領土への奴隷制度拡張を止めるための入念な動きを行うことだった。北部民主党員はそれがすべて大げさに言いすぎるものであり、共和党員は偏執狂だと応じた。南部の民主党員は連邦からの脱退を仄めかせ、1859年に起きたジョン・ブラウンによるハーパーズ・フェリー襲撃事件は、共和党員が南部への攻撃を進め、南部の生活の道を破壊しようとしていることを明らかにしたと論じた。
1860年アメリカ合衆国大統領選挙で当選したリンカーンに対する祝辞で、サーモン・チェイスは、この19年間の私の意志と努力の目的は、奴隷権力を打ち破ることで成し遂げられている」と叫び、さらに「自由政策を確立するための」道が明らかになったと付け加えた。これらは南北戦争の困難な時代を経て初めて実現されることになった。

### 家庭の崇拝
共和党員として初めて大統領候補になったジョン・C・フレモントの妻、ジェシー・フレモントが1856年の大統領選挙で応援のための詩を書いていた。歴史家のグラントは、彼女の詩がこの時代の「家庭の崇拝」を纏め、新しい党のイデオロギーに上せたと言っている。その詩は、南部の奴隷権力を宥めようとした北部人がその不毛性を広げようとしているのに対し、共和党に投票する男らしい者達がその義務の履行を通じて将来の自由な西部の再生産を行っていることを示唆していた。グラントに拠れば、家庭の基準がこれらの詩を通じ、自由労働者の力を作り上げるものとして集約的な政治行動を定義するために力あったとしている。

### 中央集権化
歴史家のヘンリー・ブルックス・アダムズは、奴隷権力が中央集権化のための力だったとして、次のように述べている。

### 一次史料
- John Elliott Cairnes, The Slave Power: Its Character, Career, and Probable Designs (1862; reprinted 2003) online text of the second edition
- Mason I. Lowance Jr., ed. House Divided: The Antebellum Slavery Debates in America, 1776–1865 (2003)
- C. Bradley Thompson, ed. Anti-Slavery Political Writings, 1833–1860: A Reader (2003)
- Henry Wilson, The History of the Rise and Fall of the Slave Power in America (in 3 volumes, 1872 & 1877) 
  - Myers, John L. "The Writing of History of the Rise and Fall of the Slave Power in America," Civil War History, June 1985, Vol. 31 Issue 2, pp 144-162
- Parker, Theodore. The Slave Power speeches of Theodore Parker, 1841–52; online